# Császári és Királyi 9. gróf Nádasdy Ferenc Huszárezred
Az 9. "Nádasdy" Huszárezred a Habsburg Birodalom haderejének részét képező lovasságnak volt a huszárezrede. Az 1867-es Kiegyezést követően az úgynevezett Közös Hadsereg egysége volt, mely katonai alakulatként tevékenykedett az Osztrák–Magyar Monarchia 1918-as felbomlásáig.
Az ezredet 1688-ban gróf Czobor Ádám lovashadtestéből állították fel. Ebből az alakulatból alakult ki a későbbi Császári és Királyi 9. gróf Nádasdy Ferenc Huszárezred.
Az ezred 1769-ben kapta az össz lovasságra vonatkozó 11. Lovassági Ezred megnevezést, de egészen 1798-ig az ezredtulajdonos nevén hívták az ezredet, akinek ekkor már nem feltétlen kellett a parancsnoknak is lennie. Az ezred Európa különböző harcterein 66 híres ütközetben vett részt az első világháborúig. 13 tiszt Katonai Mária Terézia-rendet kapott, 24 huszárt Arany Vitézségi Éremmel tüntettek ki.

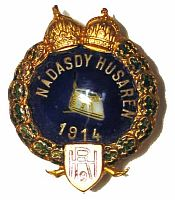
9. Nádasdy Huszárezred zománcos jelvénye

Az 1798-as rendszer bevezetésével, hivatalosan csak a sorszámot lehetett használni, de a gyakorlatban vegyesen használták a sorszámot az ezredtulajdonosi névvel történő megnevezést is.
1915-ben az összes ezred nevét megszüntették. Ezután az alakulat Császári és Királyi 9. Huszárezred néven szolgált. Ezt a gyakorlatban nem tudták kivitelezni, mivel a háború miatt bevezetett költségcsökkentés nem tette lehetővé új nyomtatványok és pecsétek készítését. Másfelől senki sem tartotta be szívesen ezt a parancsot és továbbra is "Nádasdy-Huszárezrednek" titulálták az ezredet.

## Története
A huszárezredet I. Lipót császár engedélye alapján, gróf Czobor Ádám tábornok alapította, 1688-ban. A legénységet a felvidékről Léva, Nyitra, Vágsellye, Sempte környékéről toborozták. Az ezred alapját gróf Czobor Ádám és két veje, gróf Pálffy János és gróf Kollonics Ádám birtokain élők adták. Az ezred 1689. augusztus 16-án került hadrendbe. Az alapító gróf, az ezredtulajdonosi címet s kötelezettségeket vejére, erdődi és királyfalvi gróf Pálffy János ezredesre bízta, aki egyben az ezred parancsnoka is lett. A huszárok a felállításkor sárgás színű bőrdolmányt, fehér mentét, Vörös süveget és nadrágot viseltek. Karddal, pisztollyal, puskával szerelték fel őket.
Az 1688. évet tekintik a reguláris magyar huszárság születési dátumának.
A kolini csata napja lett az ezrednap (1757. június 18.), amit minden évben megünnepeltek és méltóan megemlékeztek a győztesekről, az elődök hősi tettéről.
- 1690 a többlet tiszt és legénység átadva a Deák Huszárezrednek.
- 1700-ban az ezredet fel akarták oszlatni, de ehelyett újjászervezték.
- 1706-ban a feloszlatásra került Gombos- Czungenberg- és Csáky Huszárezredet századait beolvasztották az alakulatba.
- 1721-ben a rossz állapotban lévő alakulatot Eszterházy József Huszárezred mellé helyezték
- 1731 egy századot ketté osztottak, és a Dessewffy (később 3.) és Czungenberg (később 8.) huszárezredek között felosztották.
- 1748 a Trips Huszárezred egy századát beolvasztották ez ezredbe.
- 1768 az Eszterházy Imre Huszárezred egy századát beolvasztották ez ezredbe.
- 1769 az ezred a 11. Lovassági Ezred megnevezést kapta.
- 1775 a Wurmser Huszárezred ezredesi osztályát beolvasztották az alakulatba
- 1798 a 3. őrnagyi osztályt az újonnan felállított 5. Huszárezred számára átadásra került. Az ezred ekkor kapta a 9. Huszárezred megnevezést.
- 1849-ben az elbukott magyar szabadságharcot követően Leibnitzben újjá alakították.
- 1860 a 4. feloszlatásra ítélt osztályból létrehozott század az újonnan felállítandó 1. Önkéntes Huszárezrednek átadásra került teljes legénységgel.

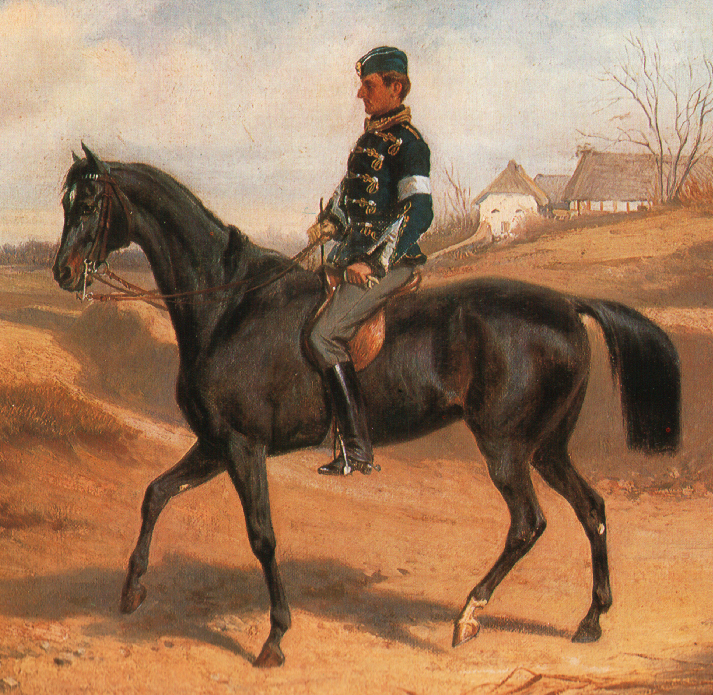
gróf Pejacsevich ezredes 1864-ben

### Hadkiegészítő körzetek
Az ezredet a következő területekről egészítették ki:
- 1781 Veszprém, később Eszék
- 1853 Óbuda
- 1857-60 Komárom, Besztercebánya, Óbuda
- 1860 Győr és Székesfehérvár
- 1867-74 Esztergom
- 1874-89 Komárom és Győr
- 1889-et követően a pozsonyi katonai kerületből

## Békehelyőrségek
| I. | II. | III. |
| --- | --- | --- |
| - 1698 szétosztva egész Magyarországon - 1714 Kardszag - 1715-17 Szeged - 1718-20 szétosztva egész Szerbia területén - 1721 Szicília - 1727-34 Nápoly - 1735-37 Szombathely - 1739-41 Varasd - 1749 Nagykanizsa, Szentgotthárd - 1753 Puchów - 1754 Dés - 1755-56 Máramaros vármegye - 1763 Sárospatak - 1765 Abaúj-Torna vármegye - 1767 Rosenau - 1772 Rozwadow | - 1776-78 Tarnopol - 1779 Bécs - 1787-88 Bukovina - 1791-93 Esseg - 1797-99 Pettau - 1801-06 Eszék - 1808-09 Pettau - 1810 Radkersburg - 1811 Nagykanizsa - 1812 Hódmezővásárhely - 1813 Ziolkiew - 1814 Milánó - 1815-21 Lodz - 1821 Nápoly, Aversa - 1825 Vicenza - 1829 Ehrenhausen | - 1830 Pardubitz - 1845 Wien - 1847 Prossnitz - 1848 Körmend - 1849 Leibnitz - 1850 Graz, Kundratitz Csehországban - 1851 Beneschau as Austerlitz - 1854-66 Pardubitz - 1869 St. Georgen - 1870 Győr - 1874 Székesfehérvár - 1877 Pécs - 1880 Árpatarló - 1884 Sopron - 1914 Törzs, II. osztály + 5. század Szávaszentdemeter – I. osztály + 1. 3. század Árpatarló – 4. század India – 6. század Zimony – 2. század Bijeljina |

## Ezredtulajdonos
- 1688 erdődi és királyfalvi gróf Pálffy János ezredes (Pálffy Huszárezred)
- 1700 Ebergényi László ezredes (Ebergényi Huszárezred)
- 1724 körösszeghi gróf Csáky György vezérőrnagy (Csáky Huszárezred)
- 1741 nádasdi és fogarasföldi gróf Nádasdy Ferenc tábornok (Husaren-Regiment Graf Nádasdy)
- 1783 erdődi és monyorókeréki gróf Erdődy Nepomuki János (1733-1806) altábornagy
- 1798 felvette a 9. Huszárezred nevet
- 1806 Johann Maria Philipp Frimont von Palota vezérőrnagy Antrodocco hercege
- 1832 Georg von Wieland altábornagy
- 1833 I. Miklós orosz cár (9. Miklós-huszárezred)
- 1849 Franz von Liechtenstein herceg altábornagy
- 1887 Thurn und Taxis herceg altábornagy

### Ezred-parancsnokok
| - 1864 Pejacsevich ezredes - 1904 Korda Ignác ezredes - 1908 Henriquez Henrik lovag ezredes - 1910 gróf Herberstein Herbert ezredes - 1914 Muhr Ottmár ezredes - 1916 Schaumburg-Lippe Frigyes herceg ezredes - 1917 von der Luhe Imre ezredparancsnok ezredes - 1917 Hohenlohe-Schillingsfürst Gottfried herceg ezredes - 1918 dalnokfalvi Bartha Imre ezredes |

## Hadműveletek
A Szent Liga háborúja
- 1688 közvetlenül az ezred felállítását követően Boszniában be is vetették a törökök ellen.
- 1689 áttelepült a Rajnához.
- 1698 áttelepül Magyarországra. Súlyos veszteségeket szerzett Nagybecskereknél.

Spanyol örökösödési háború
- 1702 itáliai harcok.
- 1706 torinói csata.
- 1708 a pápai állam elfoglalása.
- 1713 áttelepülés vissza a Rajnához.

A négyes szövetség háborúja
- 1719 itáliai harcok, Messina elfoglalásában való részvétel. 1734-ig Messinában is települtek.

Orosz–osztrák–török háború
- 1737-39 részt vesz a dél-magyarországi területek felszabadításában.

Osztrák örökösödési háború
- Az ezredet Sziléziában és Csehországban vetik be. Részt vett Prága elfoglalásában. Részt vett a felső-pfalzi és rajna-menti csatákban.
- 1746-ban részt vett a spanyol-németalföldi harcokban, németalföldi harcokban a franciák ellen.

Hétéves háború
- 1757-58-ban bevette Brandeis és részt vett a kolini csatában. Ezt követte a görlitzi leutheni és boroszlói csata.
- 1759 kunersdorfi csata.
- 1762 harcok Burkersdorfnál és Peilaunál.

Osztrák–török háború (1787–91)
- 1788 Coburg-hadtest alárendeltségébe kerülve harcolt a botoșani-i csatában, Largánál Jászvásárnál és Mehadiánál.
- 1789 Nándorfehérvár (Belgrád) elfoglalása.

Koalíciós háborúk
- 1793 a rajnai-hadseregnek alárendelve részt vett az offenbachi- ottersheimi és knittelsheimi csatákban.
- 1796 Itáliába áttelepülve visszavonulási harcokat vívott Castiglionenál és Tarvisnál.
- 1800 harcok Italiában és Tirolban. Részt vett a marengoi- és valeggio-pozzolo-i csatában.
- 1805-13 itáliai harcokban vett részt

Felszabadítási háborúk
- 1813 ausztriai harcok. Egy Velencébe küldött osztály harcolt Castelfranconál és Cittadellanál. Gefecht bei Rezzonico. Két tiszt bátorságával elnyerte a Katonai Mária Terézia-rendet.

Száznapos uralom
- 1815 járőr-és biztosítási szolgálat Franciaországban.

Risorgimento
- 1821-ben az ezred biztosítási műveletekben vett részt Itáliában, Nápoly térségében.

1848–49-es forradalom és szabadságharc
- 1848-1849-ben a huszárezred részt vett a császári hadsereg elleni forradalomban és szabadságharcban.
- 1849-ben az ezredet újjá szervezik.

Porosz–osztrák–dán háború
- 1864 részt vett a Schleswig hercegségben dúló harcokban. Az ezred egészen Jütlandig előre tört.

Porosz–osztrák–olasz háború
- 1866-ban részt vett a königgrätzi csatában.

Első világháború
A huszárezred eleinte ezred kötelékben harcolt, majd hadosztály közvetlen huszárosztályként felosztva. A háború vége felé gyalogosként vetettél be az ezredet. Majd 1918-ban a felszámolták a győztes hatalmak nyomására.
Az 1914-ben lezajlott győztes limanovai csatában az ezred hősiesen harcolt Muhr Ottmár ezredes személyes vezetésével. A túlerőben lévő támadó orosz seregeket visszaverték. Súlyos veszteségeket szerzett az ezred a csata során.

## Megszüntetése
1918 őszén az Osztrák-Magyar Monarchia felbomlását követően Magyarország kikiáltotta függetlenségét. A frontokon harcoló alakulatokat haza szállították és a fegyverszüneti egyezmény értelmében felszámolták őket. Ez a sors jutott a nagy múltú Császári és Királyi 9. gróf Nádasdy Ferenc Huszárezred számára is. A hivatalos források szerint viszont a Császári és Királyi Hadügyminisztérium alá tartozott és mivel Magyarország függetlenné vált, nem hívhatta volna haza a többnyire magyar sorállománnyal rendelkező ezredet, hogy megszüntethesse. Ezt csak is a K.u.K. Hadügyminisztérium tehette volna meg. Nem tudni pontosan, hogy ez valaha meg is történt-e.

## 1914. júliusi alárendeltségi állapot

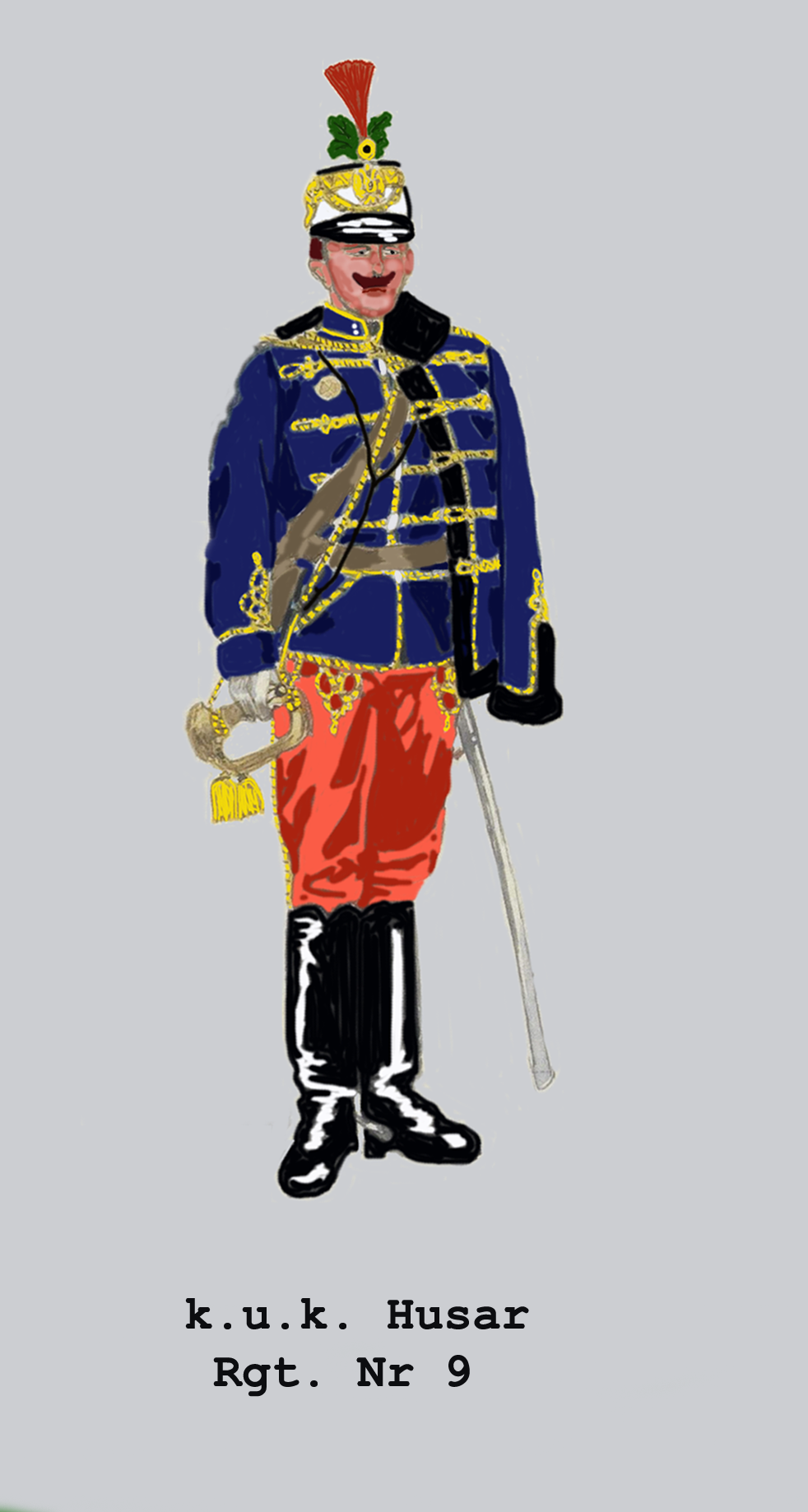
A 9. Huszárezred ezred trombitása

V. Hadtest – 10. Lovassági Hadosztály – 8. Lovasdandár
Nemzetiség: 81% magyar – 19% egyéb
Ezredparancsnok: Haas Sándor ezredes
Ezredvezénylő nyelv: magyar
Egyenruha: sötétkék atilla fehér gombokkal és fehér csákó takaróval

## Szervezete
A XVIII. századi folyamatos hadseregreformok során a lovasságnál az ezredeket négy osztályra, ezen belül nyolc svadronra tagolták. Kialakítottak egy tartalék svadront is 186 fővel, elsősorban az újoncok kiképzésére. Az addigi 2 század = lovassági szervezést felváltotta az immár 2 svadron = divízió szervezés. Vagyis a lovasságnál eltüntették az addig a gyalogságtól átvett kompánia (század) megnevezést és a lovassági század svadron nevet nyert, míg az addigi kétszázadnyi harcászati egység, a svadron új megnevezése divízió (osztály) lett. Szabályozták az ezredlétszámokat, a zászlók alakját, az egyenruha formáját, de a szín ezredről ezredre változott. A fegyverzet továbbra is kard, két pár pisztoly, később rövid karabély. A vezényleti nyelv német maradt, de a nem magyar származású ezredtulajdonosok, illetve ezredparancsnokok döntő többsége – tekintettel, hogy huszárjaikkal magyarul tudjanak beszélni – megtanulták a nyelvet, ha törve is, de megértették magukat.
1860-tól az ezred 2 osztályból állt, ami továbbá három-három századból. Így került bevetésre az első világháborúban.
Az egyes osztályokat a vezetőjükről nevezték el:
- az 1. osztály volt az ezredesi-osztály
- a 2. osztály volt az alezredesi-osztály
- a 3. osztály volt az 1. őrnagyi-osztály
- a 3. osztály volt a 2. őrnagyi-osztály

1798-ig az ezredeket tulajdonosuk neve szerint hívták, akiknek ténylegesen vezetniük is kellett az alakulataikat. Minden tulajdonos váltással az ezred új nevet kapott. 1798-at követően hivatalosan csak számozással illették az alakulatokat, de bizonyos esetben, illetve beszédben az éppen aktuális ezred tulajdonos nevén nevezték.
Pont ezek miatt az állandó átnevezések kapcsán nehezen követhető az osztrák-magyar huszárezredek története.

## Utóélete
Az első világháború után a Magyar Királyi Honvédség megalakította a Magyar Királyi 3. gróf Nádasdy Ferenc Huszárezredet, ami egészen a második világháború végéig létezett.

## Fordítás
- Ez a szócikk részben vagy egészben az k.u.k. Husarenregiment „Graf Nádasdy“ Nr. 9 című német Wikipédia-szócikk ezen változatának fordításán alapul.  Az eredeti cikk szerkesztőit annak laptörténete sorolja fel. Ez a jelzés csupán a megfogalmazás eredetét és a szerzői jogokat jelzi, nem szolgál a cikkben szereplő információk forrásmegjelöléseként.